# 왕립 내과의 협회
런던 왕립 내과의 협회(영어: Royal College of Physicians of London)는 일반적으로 간단히 왕립 내과의 협회(영어: Royal College of Physicians; RCP)라고 불리며, 주로 시험을 통한 의사의 인증을 통해 의학 실무를 개선하는 데 전념하는 영국의 전문 회원 단체이다. 1518년 헨리 8세의 왕실 헌장에 따라 College of Physicians로 설립된 RCP는 영국에서 가장 오래된 의학협회이다.

## 같이 보기
- 의학 왕립 협회